# Félix Ravaisson
Jean Gaspard Félix Laché-Ravaisson-Mollien (Namur, 23 octobre 1813 – Paris, 18 mai 1900) est un philosophe et archéologue français. Il est l'élève de Schelling et le maître de Bergson. Sa philosophie s'inscrit dans la tradition du spiritualisme français. Il est influencé par Maine de Biran, réactualise la métaphysique aristotélicienne et critique l'éclectisme de Victor Cousin dans La philosophie en France au XIXe siècle. Il n'occupe pas de chaire universitaire, mais il est conservateur du département des antiquités au musée du Louvre, président du jury de l'agrégation de philosophie et inspecteur général des bibliothèques.

## Biographie

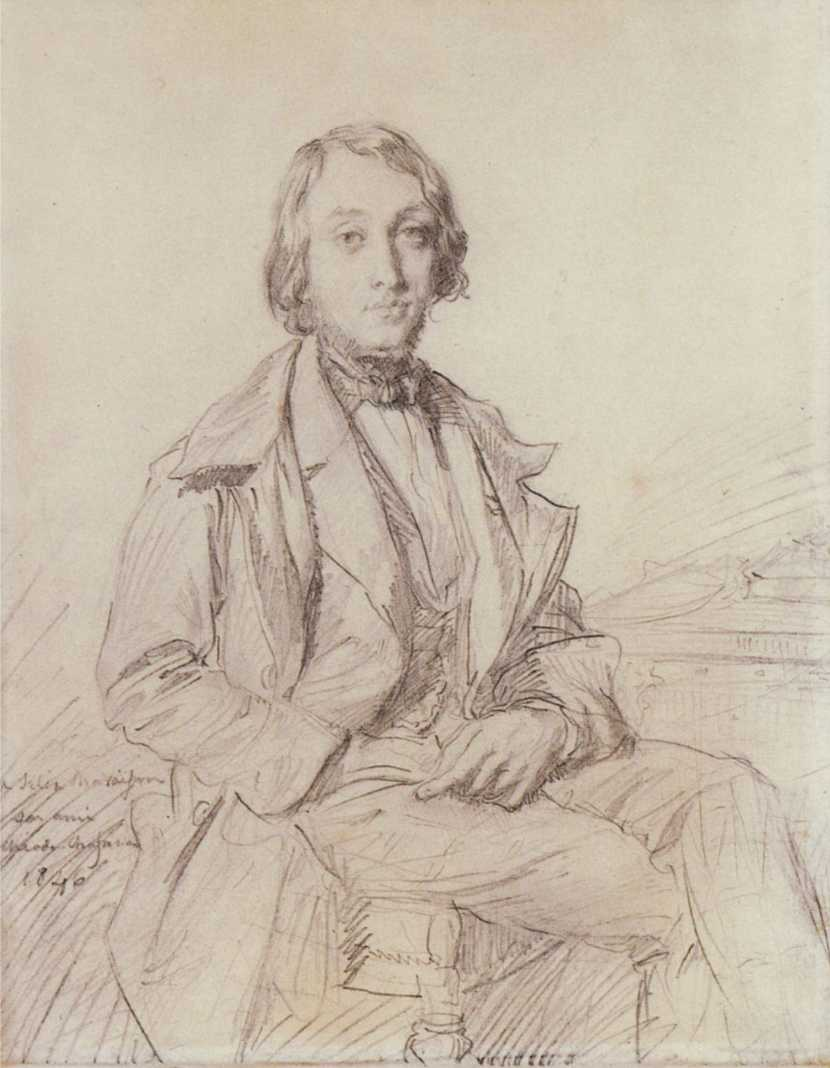
Portrait de Jean Gaspard Félix Laché- Ravaisson-Mollien par Théodore Chassériau (1846).

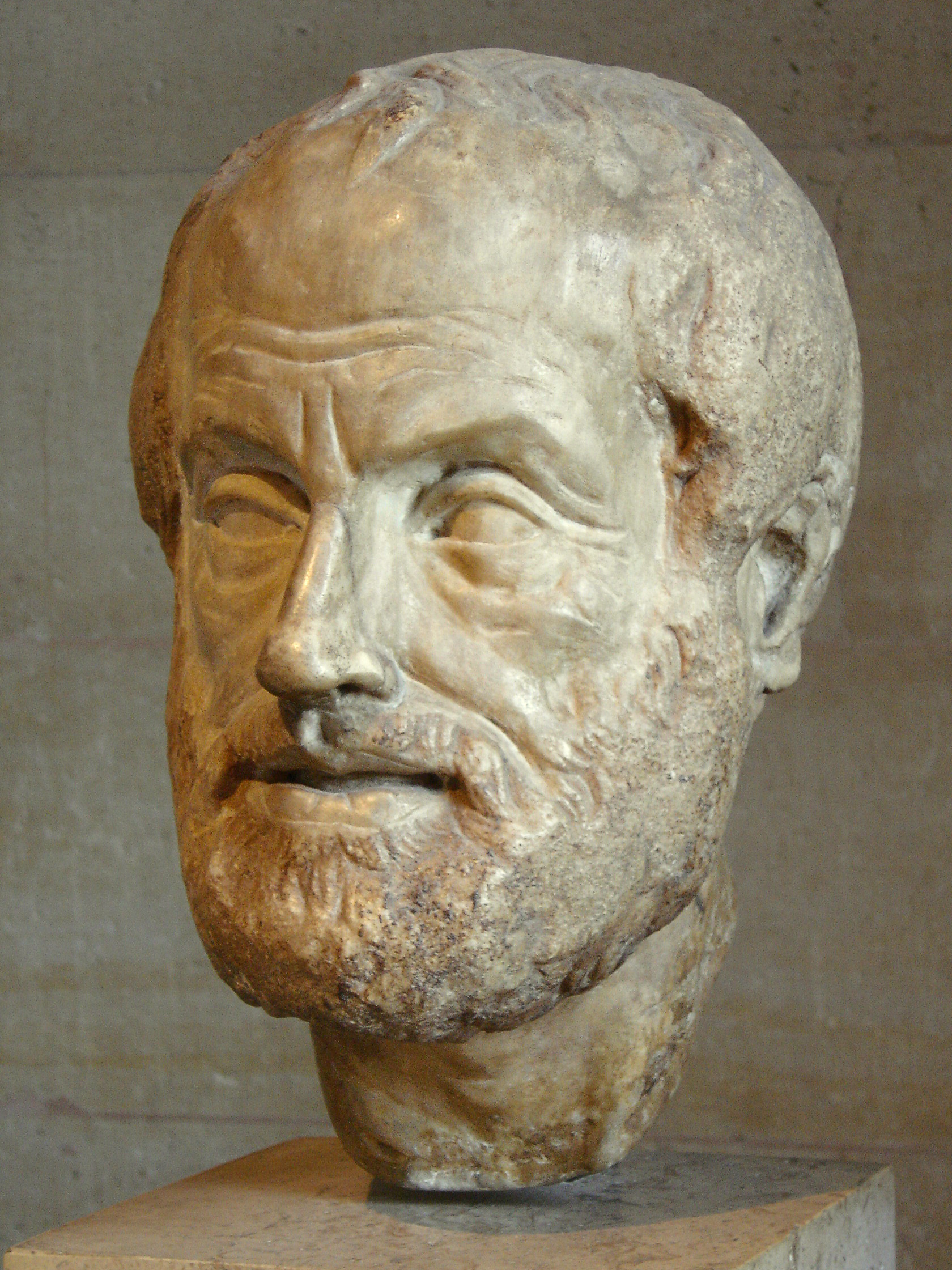
Portrait d'Aristote, philosophe commenté par Ravaisson. Copie romaine de période impériale (Ier ou IIe siècle) d'un bronze perdu réalisé par Lysippe.

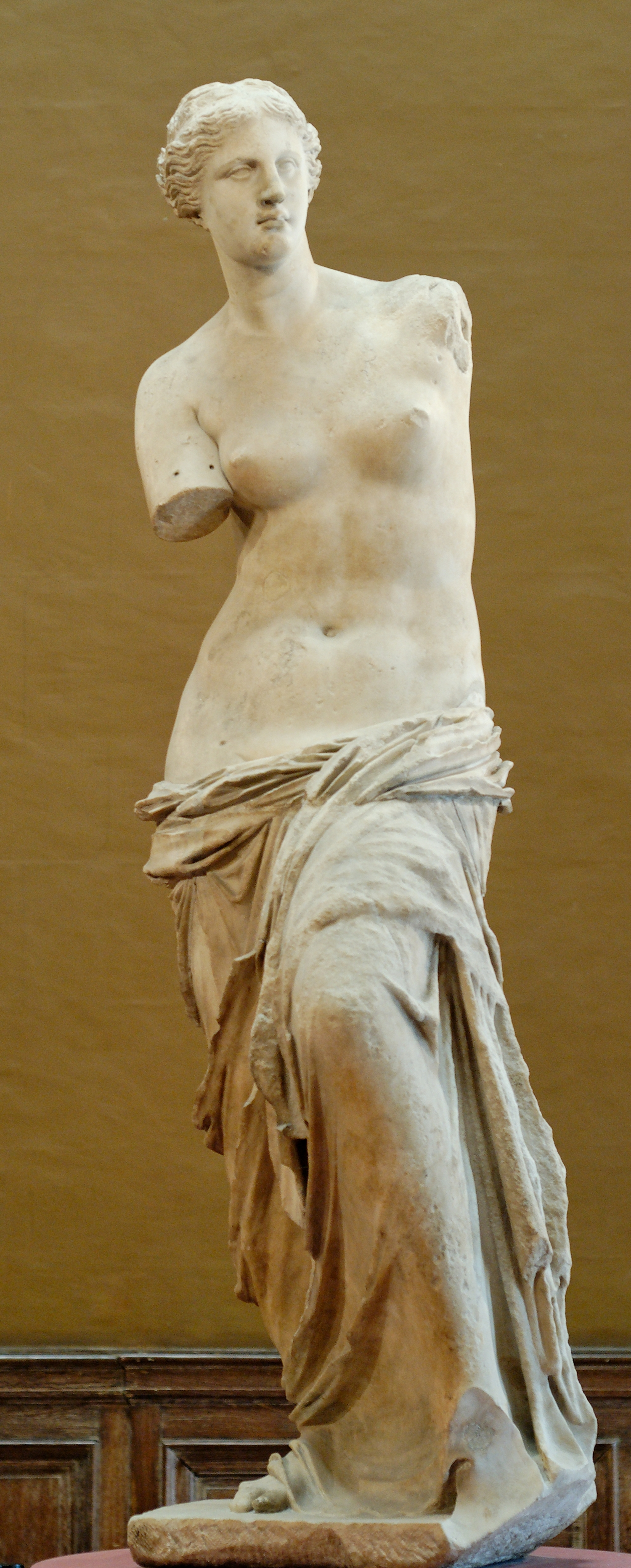
La Vénus de Milo, que Ravaisson a étudiée. Marbre de Paros, vers 130-100 av. J.-C. ? Provenance : Mélos (moderne Milo), 1820.

Félix Ravaisson naît à Namur en 1813. Il est neveu du ministre Nicolas François Mollien dont il s'adjoindra le nom. Il étudie au Collège Sainte-Barbe (rebaptisé Lycée Jacques-Decour) à Paris. Il est l'élève de Hector Poret, qui défend les principes de l'école écossaise de philosophie[C'est-à-dire ?].
En 1834, il répond à une question mise au concours par Victor Cousin et l'Académie des sciences morales et politiques sur la Métaphysique d'Aristote et la philosophie antique. Ravaisson soumet son mémoire et obtient le prix en 1835, en même temps que Karl Ludwig Michelet. 
En 1836, Ravaisson est reçu premier à l'agrégation de philosophie (le jury est présidé par Victor Cousin et la métaphysique d'Aristote est à nouveau au programme). 
Ravaisson remanie profondément le mémoire présenté à l'Académie et le publie en 1837 sous le titre Essai sur la Métaphysique d'Aristote. Puis, il écrit un volume supplémentaire, qui paraît en 1846, où il compare la philosophie d'Aristote avec la pensée grecque en général. Il envisageait également un tome III et un tome IV qui ne seront pas publiés de son vivant. 
Pour Henri Bergson, la différence entre le livre et le mémoire est considérable, car ce n'est que dans la période postérieure à 1835 et surtout entre 1837 et 1846 que Félix Ravaisson se révèle à lui-même. L'approfondissement de la lecture d'Aristote joue un rôle, mais également l'émulation intellectuelle que Ravaisson a pu trouver dans la vie académique de cette époque ainsi que dans la vie mondaine. En effet, il aurait fréquenté, chez la princesse Belgiojoso ou chez Juliette Récamier, des personnalités comme Alfred de Musset, Honoré de Balzac ou Chateaubriand. 
En outre, Ravaisson manifeste une disposition pour l'art et particulièrement pour la peinture. Dans son enfance, Jean Broc et Théodore Chassériau, les disciples de Jacques Louis David fréquentent la maison. Ravaisson expose lui-même au Salon des portraits sous le nom de Lacher. Ingres reconnaît du « charme » à ses dessins. Ravaisson voit en Léonard de Vinci la personnification de l'artiste. 
Selon la plupart des sources historiographiques à son propos, Ravaisson aurait été écarté de l'enseignement universitaire par son maître Victor Cousin, dont il critiqua l'éclectisme, et relégué ainsi à des fonctions plus administratives. Il est certain qu'il n'est jamais devenu « un philosophe de profession » au sens où il n'a jamais enseigné la philosophie dans le cadre académique.
Ravaisson devient chef du secrétariat du ministère de l'Instruction publique, poste qu'il quitte rapidement. Il est nommé chargé de cours de philosophie à l'université de Rennes mais de façon purement formelle. À partir des années 1830, un effort est fait en faveur des bibliothèques publiques de province. C'est dans ce cadre que Félix Ravaisson est nommé inspecteur général des bibliothèques par le ministre de l'Instruction publique Salvandy en 1839. Il est alors essentiellement chargé de visiter les bibliothèques des villes qui ont bénéficié des confiscations révolutionnaires mais également de missions à la Bibliothèque royale (ouverture de la salle de lecture du département des estampes). 
Il part à l'automne 1839 à Munich pour aller voir Schelling et étudier la nouvelle philosophie allemande. Il a de nombreux entretiens avec lui et prend connaissance de sa « philosophie positive ». Il connaissait sans doute la philosophie de Schelling de façon indirecte avant d'entreprendre ce voyage, comme en témoignent ses premiers écrits.
Ravaisson est inspecteur général de 1839 à 1844 et de 1847 à 1852 et participe également de près à deux grandes entreprises éditoriales du XIXe siècle : le Catalogue général des manuscrits des bibliothèques de France (CGM) et les Documents inédits de l'Histoire de France. 
Chef du cabinet de Salvandy en 1845-1846, il passe inspecteur général de l'enseignement supérieur en 1852 puis conservateur des antiquités au musée du Louvre en 1870. 
Hormis le deuxième tome de l'Essai sur la Métaphysique d'Aristote, Ravaisson produit moins d'œuvres philosophiques aussi importantes et originales dans cette situation. Néanmoins, le ministre Victor Duruy, son ancien condisciple, lui demande en 1863 de rédiger un rapport sur les progrès de la philosophie. Ravaisson y expose sa critique de l'éclectisme cousinien et rend compte du plus grand nombre possible de publications philosophiques parues en France dans les décennies précédentes. Le livre est en lui-même un livre de philosophie qui oppose le matérialisme et le spiritualisme et qui a une immense influence sur les contemporains.
Ravaisson est membre de l'Institut, Académie des inscriptions et belles-lettres en 1849 et de l'Académie des sciences morales et politiques, section de philosophie en 1899. Il meurt en mai 1900 en son domicile situé au n°11 quai Voltaire dans le 7e arrondissement de Paris (où une plaque lui rend hommage) et est inhumé au cimetière du Père-Lachaise (32e division).

## Philosophie

### Travaux d'historien
Ravaisson est un historien de la philosophie remarqué à son époque. Ses ouvrages Essai sur la Métaphysique d'Aristote en 1837, Rapport sur la philosophie en France au XIXe siècle en 1867 et son étude sur Pascal en 1887 sont les jalons principaux de son œuvre historique.
Ravaisson construit sa propre philosophie au contact des auteurs qu'il commente. Sa thèse de doctorat publiée en 1838 porte sur L'Habitude. Nous lui devons aussi un Testament philosophique, ainsi que l'article « Métaphysique et morale » qui ouvre en 1893 le premier numéro de la revue éponyme.
Ravaisson construit sa propre philosophie au contact des auteurs qu'il commente. En 1837, il soutient sa thèse de doctorat ès lettres portant sur l'habitude. L’auteur s’inscrit là dans un courant récent de renouveau des études académiques, portant sur des thèmes qui n’étaient jusque là pas étudiés par l’Université. Sa thèse est publiée en 1838 et devient rapidement célèbre. 

### Critique du dualisme
Ravaisson critique l'idéalisme subjectif, pour lequel seules les représentations de la conscience sont réelles, et le « séparatisme », qui conçoit les choses en tant qu'extérieures les unes aux autres. Il écrit qu'il faut rendre les « âmes pénétrables les unes avec les autres, sensibles aussi les unes aux autres, tout le contraire du séparatisme de l'heure présente ».
Ravaisson souhaite, contre le séparatisme, retrouver « l'unité substantielle du réel », unité qui est celle de l'Esprit, contre la dualité associée à l'exil hors de la vie de l'Esprit. Ravaisson poursuit en cela les recherches métaphysiques du néoplatonisme, prisme à partir duquel il lit Aristote dans son Essai, de Leibniz, Maine de Biran et Schelling qu'il a rencontré.
Dans la métaphysique unitaire de Ravaisson, « la nature ne diffère pas essentiellement de la pensée », rappelle le spécialiste Jean-Michel Le Lannou. Il ajoute que « ni la matérialité du corps, ni la pulsion vitale ne lui sont hétérogènes ».

### De l'Habitude(1837)
Ravaisson soutient sa thèse de doctorat Sur l'Habitude en 1837, elle est publiée en 1838. Il s'agit d'une réflexion sur la question philosophique de la nature en général appréhendée à partir d'un phénomène concret : notre manière d'être quand nous contractons une habitude. L'habitude montre la nature comme une forme de « conscience obscurcie » ou de « volonté endormie » et le mécanisme comme « le résidu fossilisé d'une activité spirituelle ».

### Art et métaphysique
Bergson, qui rend hommage à Ravaisson dans « La vie et l'œuvre de Ravaisson », souligne la profonde inspiration artistique de sa philosophie. Elle se fait au contact de l'œuvre des peintres et des sculpteurs, comme Léonard de Vinci et la Vénus de Milo.
Toute la philosophie de Ravaisson consiste, pour Henri Bergson, dans l'idée que « l'art est une métaphysique figurée et que la métaphysique est une réflexion sur l'art », que c'est la même « intuition » qui se manifeste chez l'artiste et le philosophe, de sorte qu'il y aurait une parfaite continuité entre les travaux de Ravaisson sur Aristote et ses travaux concernant l'art et le dessin.
L'Art et les Mystères grecs regroupe des articles et extraits portant sur l'art et la religion grecque antique parus en diverses occasions.

## Postérité
Ravaisson fut de son vivant le maître de Jules Lachelier, Jules Lagneau et Henri Bergson. Il eut d'une façon générale une grande influence sur les philosophes français de la deuxième moitié du XIXe siècle.
Il influença Paul Ricœur (dans Philosophie de la volonté).
Martin Heidegger aurait eu un respect particulier pour l'ouvrage De l'habitude, y voyant un composé de métaphysique et de poésie. 
Se sont également intéressés à Ravaisson : Claude Bruaire, Jacques Derrida, Nicolas Grimaldi, Dominique Janicaud, François Laruelle, Pierre Montebello, Claire Marin.
Pierre Hadot rattache Ravaisson au néoplatonisme et plus particulièrement à Plotin. L'idée commune aux deux penseurs est que « la Vie est grâce », c'est-à-dire à la fois expérience de la beauté et de la bonté.

## Œuvres
- De l'Habitude, Paris, Impr. de H. Fournier, 1838, sur Wikisource(réimpression : Paris, PUF, 1999); en anglais : Clare Carlisle & Mark Sinclair, Of Habit, Bloomsbury, Continuum 2008; en suédois : Jan-Ivar Lindén, Om vanan, Paris, Eithe 2002. Rééd. Allia, 2007.
- Essai sur la métaphysique d'Aristote, Paris, Imprimerie Royale, 2 vol., 1837-1846, sur le site Gallica de la Bibliothèque Nationale de France (réimpression : Paris, Cerf, 2007).
- La Philosophie en France au XIXe siècle, Paris, Hachette, 1867, 3e éd., 1889, sur le site Gallica de la Bibliothèque Nationale de France (réimpression : Paris, Fayard, 1984).
- La Vénus de Milo, Paris, Hachette, 1871.
- La Philosophie de Pascal, Paris, Éditions du Sandre, 2007 (1887).
- « Métaphysique et morale », Revue de Métaphysique et de Morale, 1893 .
- Testament philosophique (écrit presque entièrement en 1899-1900), in Revue de Métaphysique et de Morale, 1901 . Rééd. Allia, 2008.
- L'Art et les Mystères grecs, Paris, L'Herne, 1985.
- De l'enseignement du dessin dans les lycées, Paris, Paul Dupont, 1854.
- L'enseignement du dessin d'après Félix Ravaisson, deuxième partie de l'Article « Dessin » qui se trouve dans la première partie du Dictionnaire de pédagogie et d'instruction primaire dirigé par Buisson (première édition de 1887).
- La Bibliothèque nationale de France conserve, au Département des Manuscrits Occidentaux (Site « Richelieu »), la grande majorité des différents fonds d'archives renfermant ses manuscrits.
- L'Institut de France conserve le manuscrit de l’Essai sur la Métaphysique d'Aristote.